# Gegana
Le Detasemen Gegana ou plus simplement Gegana est une unité de la police indonésienne dont la mission est la lutte antiterroriste et le désamorçage d'explosifs. Son nom vient du sanscrit gagana (गगन) qui signifie "ciel".
Cette unité a été créée en 1976. En 1995, elle est devenue le 2e régiment de la Brigade Mobil ou « Brimob », un corps de la police de 12 000 hommes organisé comme une unité militaire. La Brimob a 3 régiments au total.
Les principales missions du Gegana sont : 
1. La lutte contre le terrorisme
2. La protection de personnalités
3. Le SAR ou search and rescue
4. La lutte anti-guérilla
5. Le désamorçage d'explosifs.

En dehors de ces situations d'exceptions le Gegana a notamment participé aux dispositifs de contrôle policiers, lors de déplacement massif de population, comme lors de Lebaran (Aïd el-Fitr indonésien) 2008 dans la région de Bandung.
En 2003, la police indonésienne a créé une nouvelle unité antiterroriste, le « détachement spécial 88 ».